# Victor Jensen
Victor Christoffer Jensen (født 8. februar 2000) er en dansk professionel fodboldspiller, der spiller for den hollandske Eredivisie klub FC Utrecht.
Victor Jensen har endvidere spillet på en række danske ungdomslandshold.
Han modtog DBU's talentpris i 2016.

## Klubkarriere
Victor Jensen spillede som ung i Hvidovre IF inden han skiftede til F.C. Københavns ungdomsafdeling. Den 2. juni 2017 blev han solgt til den nederlandske klub AFC Ajax's ungdomsafdeling, Jong Ajax, for ca. 3,5 million €, hvilket gjorde ham til den hidtil dyreste danske spiller under 18 år. I oktober 2017 blev Viktor Jensen nomineret til den britiske avis The Guardians liste over de 60 største talenter født i 2000.
I sin første sæson for Ajax's ungdomsafdeling U19 spillede han 27 kampe og scorede 6 mål og debuterede for Jong Ajax den 12. januar 2018. Fra 2018/19 sæsonen blev han en permanent del at Jong Ajax' trup.
Vicktor Jensen fik uofficiel debut for Ajax' førstehold i en venskabskamp den 11. januar 2019 mod den brasilianske klub Flamengo, men fik ødelagt en stor del af 2019 og 2020-sæsonen grundet skader i lyske og menisk. Han fik sin førsteholdsdebut for AFC Ajax i Eredivisie den 12. december 2020 i en kamp med PEC Zwolle, hvor han blev skiftet ind efter 75. minutter.

### FC Nordsjælland
På sidste dag i vintertransfervinduet 2021 hentede FC Nordsjælland Victor Jensen i Ajax på en lejeaftale gældende for forårssæsonen 2021.

### Rosenborg BK
Den 1. marts 2022 forlængede Victor Jensen kontrakten i Ajax til udløb sommeren 2024 og samtidig blev han udlejet til den norske klub Rosenborg BK på en lejekontrakt til udløb 2022.